# Episodi di State of Affairs
La prima e unica stagione della serie televisiva State of Affairs è stata trasmessa in prima visione assoluta negli Stati Uniti dalla rete televisiva NBC dal 17 novembre 2014 al 16 febbraio 2015.
In Italia è andata in onda in prima visione sul canale a pagamento Premium Stories dal 7 settembre al 30 novembre 2015. Dal 9 aprile 2016 viene trasmessa anche su Canale 5 il sabato in seconda serata. 
| nº | Titolo originale | Titolo italiano               | Prima TV USA     | Prima TV Italia   |
| -- | ---------------- | ----------------------------- | ---------------- | ----------------- |
| 1  | Pilot            | Una somiglianza straordinaria | 17 novembre 2014 | 7 settembre 2015  |
| 2  | Secrets & Lies   | Segreti e bugie               | 24 novembre 2014 | 14 settembre 2015 |
| 3  | Half the Sky     | Missione impossibile          | 1º dicembre 2014 | 21 settembre 2015 |
| 4  | Bang, Bang       | Bang, Bang                    | 8 dicembre 2014  | 28 settembre 2015 |
| 5  | Ar Rissalah      | Ar Rissalah                   | 15 dicembre 2014 | 5 ottobre 2015    |
| 6  | Masquerade       | Sospetti                      | 22 dicembre 2014 | 12 ottobre 2015   |
| 7  | Bellerophon      | Nome in codice Bellerofonte   | 5 gennaio 2015   | 19 ottobre 2015   |
| 8  | Ghosts           | Fantasmi                      | 12 gennaio 2015  | 26 ottobre 2015   |
| 9  | Cry Havoc        | Il segnale                    | 19 gennaio 2015  | 2 novembre 2015   |
| 10 | The War at Home  | Un compromesso necessario     | 26 gennaio 2015  | 10 novembre 2015  |
| 11 | The Faithful     | La minaccia più grande        | 2 febbraio 2015  | 16 novembre 2015  |
| 12 | Here and Now     | Una terribile verità          | 9 febbraio 2015  | 23 novembre 2015  |
| 13 | Deadcheck        | L'ultimo baluardo             | 16 febbraio 2015 | 30 novembre 2015  |